# Ökumenikus zsűri díja (cannes-i fesztivál)
Az ökumenikus zsűri díja (franciául: Prix du jury œcuménique) a cannes-i fesztiválon 1974 óta átadott filmművészeti díj, melyet a fesztivál rendezőitől független nemzetközi zsűri ítél oda a hivatalos válogatás (versenyszekció, Un certain regard) evangéliumi értékeket kiemelő nagyjátékfilmjeinek. Az ökumenikus zsűri tagjait a katolikus  SIGNIS és a protestáns INTERFILM  szervezetek kérik fel. Az ökumenikus zsűri a díj mellett 1978. óta rendszeresen részesít külön dicséretben alkotásokat, alkalmanként pedig évfordulós különdíjakat oszt ki.
A díjazással kapcsolatos teendőket 2001-ig az OCIC látta el, a következő évtől e feladatokat az akkor megalakult SIGNIS vette át.

## Története
Az ökumenikus zsűri díját az OCIC- és az INTERFILM-díjak helyett alapították az 1974-es fesztiválon jelen lévő római katolikus és protestáns személyiségek kezdeményezésére abból a célból, hogy a jövőben az ökumené jegyében e közös erkölcsi elismeréssel tüntessék ki a hivatalos válogatás legjobbnak ítélt alkotásait, ezzel is támogatva az evangéliumi üzenet szolgálatában álló művészi minőségű filmek terjesztését, forgalmazását.
Az elismerés a két korábbi díjat váltott fel:
- az OCIC-díjat, melyet a Nemzetközi Katolikus Filmszervezet (OCIC)[* 5] osztott ki 1952 és 1973 között;
- az INTERFILM-díjat, melyet a Nemzetközi Protestáns Filmszervezet osztott ki 1969 és 1973 között.[* 6]

Az ökumenikus zsűri díjával kapcsolatos tennivalókat 2001-ig az OCIC látta el, amikor is egyesülve a Nemzetközi Katolikus Rádió, Televízió és Audiovizuális Szövetséggel (UNDA) megalakult a SIGNIS, amely átvette ezt a feladatot.
A SIGNIS és az INTERFILM által felkért közös zsűri tagjai olyan keresztény értékeket valló személyek, akik egyben a filmes világ elkötelezettjei (újságírók, filmkritikusok, rendezők, teológusok, kutatók, oktatók). A fesztivál ideje alatt különböző időpontokban összeülnek, hogy teljesen szabadon, a rendezvény hivatalos szerveitől függetlenül elemezzék, kommentálják a filmeket, majd meghozzák a végső döntést a díjakról.
Az ökumenikus zsűri sajátos szemüvegen keresztül nézi a filmeket. Kiemeli azon művészi alkotásokat, amelyek bizonyítják, hogy a filmművészet mély emberi érzéseket tárhat fel. Felhívja a figyelmet az emberi kvalitásokkal rendelkező munkákra, amelyek létezésünk olyan spirituális dimenziójára vonatkoznak, mint például az igazságosság, az emberi lény méltósága, vagy a környezet, a béke, a barátság, a szolidaritás, a megbékélés stb. tisztelete. Ezek az evangéliumi értékek minden kultúrában fellelhetők. A díjazott filmek nem feltétlen vallási témájúak, közülük jó néhány más kultúrkörből, gondolatrendszerből származik, de mindegyikük, mint a japán Kavasze Naomi vagy az iráni Mohsen Makhmalbaf egy-egy alkotása, a férfiak és a nők életét, a szenvedés és az öröm realitását mutatja be. Az évek folyamán olyan rendezők kaptak ökumenikus elismerést, mint Werner Herzog, Andrzej Wajda, Andrej Tarkovszkij, Alain Cavalier, Ken Loach, Denys Arcand vagy Pedro Almodóvar.
Magyar alkotást ezzel az elnevezéssel 2024-ig nem díjaztak, azonban 1971-ben Makk Károly Szerelem című alkotását a zsűri díja mellett OCIC-díjjal is jutalmazták.

## Díjazottak

### Előzménydíjak

#### OCIC-díj
| Év   | Magyar cím                                     | Eredeti cím                                    | Rendező                                        | Ország                                         | Egyéb                                          |
| ---- | ---------------------------------------------- | ---------------------------------------------- | ---------------------------------------------- | ---------------------------------------------- | ---------------------------------------------- |
| 1952 | Két krajcár reménység                          | Due soldi di speranza                          | Renato Castellani                              | ITA                                            |                                                |
| 1952 | –––                                            | La vie de Jésus                                | Marcel Gibaud                                  | FRA                                            | Külön dicséret                                 |
| 1953 | –––                                            | Horizons sans fin                              | Jean Dréville                                  | FRA                                            |                                                |
| 1954 | Az utolsó híd                                  | Die letzte Brücke                              | Helmut Käutner                                 | AUT • YUG                                      |                                                |
| 1955 | Marty                                          | Marty                                          | Delbert Mann                                   | USA                                            |                                                |
| 1955 | Marcelino, kenyér és bor                       | Marcelino pan y vino                           | Ladislao Vajda                                 | ITA • FRA • ESP                                | Külön dicséret                                 |
| 1956 | A tető                                         | Il tetto                                       | Vittorio De Sica                               | ITA • FRA                                      |                                                |
| 1956 | A szürke öltönyös férfi                        | The Man in the Gray Flannel Suit               | Nunnally Johnson                               | USA                                            | Külön dicséret                                 |
| 1956 | Az út éneke                                    | Pather panchali / পথের পাঁচালী                      | Szatjadzsit Ráj                                | IND                                            | Külön dicséret                                 |
| 1956 | Hétköznapi tragédiák                           | Il ferroviere                                  | Pietro Germi                                   | ITA                                            | Külön dicséret                                 |
| 1957 | Akinek meg kell halnia                         | Celui qui doit mourir                          | Jules Dassin                                   | FRA • ITA                                      | (megosztva)                                    |
| 1957 | Cabiria éjszakái                               | Le notti di Cabiria                            | Federico Fellini                               | ITA                                            | (megosztva)                                    |
| 1958 | A díjat nem osztották ki.                      | A díjat nem osztották ki.                      | A díjat nem osztották ki.                      | A díjat nem osztották ki.                      |                                                |
| 1959 | Négyszáz csapás                                | Les Quatre Cents Coups                         | François Truffaut                              | FRA                                            |                                                |
| 1960 | –––                                            | Paw                                            | Astrid Henning-Jensen                          | DEN                                            |                                                |
| 1961 | –––                                            | The Hoodlum Priest                             | Irvin Kershner                                 | USA                                            |                                                |
| 1962 | Jeanne d'Arc pere                              | Procès de Jeanne d'Arc                         | Robert Bresson                                 | FRA                                            |                                                |
| 1963 | Jegyesek                                       | I fidanzati                                    | Ermanno Olmi                                   | ITA                                            |                                                |
| 1964 | Cherbourgi esernyők                            | Les parapluies de Cherbourg                    | Jacques Demy                                   | FRA                                            | (megosztva)                                    |
| 1964 | Aszály                                         | Vidas Secas                                    | Nelson Pereira dos Santos                      | BRA                                            | (megosztva)                                    |
| 1965 | Yoyo                                           | Yoyo                                           | Pierre Étaix                                   | FRA                                            |                                                |
| 1966 | Egy férfi és egy nő                            | Un homme et une femme                          | Claude Lelouch                                 | FRA                                            |                                                |
| 1967 | Mouchette                                      | Mouchette                                      | Robert Bresson                                 | FRA                                            |                                                |
| 1968 | Az 1968. májusi zavargások miatt félbeszakadt. | Az 1968. májusi zavargások miatt félbeszakadt. | Az 1968. májusi zavargások miatt félbeszakadt. | Az 1968. májusi zavargások miatt félbeszakadt. | Az 1968. májusi zavargások miatt félbeszakadt. |
| 1969 | A díjat nem osztották ki.                      | A díjat nem osztották ki.                      | A díjat nem osztották ki.                      | A díjat nem osztották ki.                      |                                                |
| 1970 | A díjat nem osztották ki.                      | A díjat nem osztották ki.                      | A díjat nem osztották ki.                      | A díjat nem osztották ki.                      |                                                |
| 1971 | Szerelem                                       |                                                | Makk Károly                                    | HUN                                            |                                                |
| 1972 | A díjat nem osztották ki.                      | A díjat nem osztották ki.                      | A díjat nem osztották ki.                      | A díjat nem osztották ki.                      |                                                |
| 1973 | Madárijjesztő                                  | Scarecrow                                      | Jerry Schatzberg                               | USA                                            |                                                |

#### INTERFILM díj
A lista az INTERFILM tájékoztató anyaga alapján készült.
| Év   | Magyar cím                | Eredeti cím    | Rendező                          | Ország    | Egyéb |
| ---- | ------------------------- | -------------- | -------------------------------- | --------- | ----- |
| 1969 | Szelíd motorosok          | Easy Rider     | Dennis Hopper                    | USA       |       |
| 1970 | Harry Munter              | Harry Munter   | Kjell Grede                      | SWE       |       |
| 1971 | A közvetítő               | The Go-Between | Joseph Losey                     | GBR       |       |
| 1972 | Solaris                   | Солярис        | Andrej Arszenyjevics Tarkovszkij | URS       |       |
| 1973 | Meghívó szombat délutánra | L'invitation   | Claude Goretta                   | SUI • FRA |       |

### Ökumenikus zsűri díja
| Év   | Magyar cím                                       | Eredeti cím                                      | Rendező                                          | Ország                                           | Egyéb             |
| ---- | ------------------------------------------------ | ------------------------------------------------ | ------------------------------------------------ | ------------------------------------------------ | ----------------- |
| 1974 | A félelem megeszi a lelket                       | Angst essen Seele auf                            | Rainer Werner Fassbinder                         | FRG                                              |                   |
| 1975 | Kaspar Hauser                                    | Jeder für sich und Gott gegen alle               | Werner Herzog                                    | FRG                                              |                   |
| 1976 | A díjat nem osztották ki.                        | A díjat nem osztották ki.                        | A díjat nem osztották ki.                        | A díjat nem osztották ki.                        | [ * 11 ]          |
| 1977 | A csipkeverőnő                                   | La dentellière                                   | Claude Goretta                                   | FRA                                              | (megosztva)       |
| 1977 | –––                                              | J.A. Martin photographe                          | Jean Beaudin                                     | CAN                                              | (megosztva)       |
| 1978 | A facipő fája                                    | L'albero degli zoccoli                           | Ermanno Olmi                                     | ITA                                              |                   |
| 1979 | Érzéstelenítés nélkül                            | Bez znieczulenia                                 | Andrzej Wajda                                    | POL                                              |                   |
| 1980 | Konstans                                         | Constans                                         | Krzysztof Zanussi                                | POL                                              | (megosztva)       |
| 1980 | Sztalker                                         | Stalker / Сталкер                                | Andrej Tarkovszkij                               | URS                                              | (megosztva)       |
| 1981 | A vasember                                       | Człowiek z żelaza                                | Andrzej Wajda                                    | POL                                              |                   |
| 1982 | Szent Lőrinc éjszakája                           | La notte di San Lorenzo                          | Paolo és Vittorio Taviani                        | ITA                                              |                   |
| 1983 | Nosztalgia                                       | Nosztalgija / Ностальгия                         | Andrej Tarkovszkij                               | ITA                                              |                   |
| 1984 | Párizs, Texas                                    | Paris, Texas                                     | Wim Wenders                                      | FRG                                              |                   |
| 1985 | A hivatalos változat                             | La historia oficial                              | Luis Puenzo                                      | ARG                                              |                   |
| 1986 | Áldozathozatal                                   | Offret / Жертвоприношение                        | Andrej Tarkovszkij                               | SWE                                              |                   |
| 1987 | Vezeklés                                         | Monanieba / მონანიება                            | Tengiz Abuladze                                  | URS                                              |                   |
| 1988 | Elválasztott világ                               | A World Apart                                    | Chris Menges                                     | GBR                                              |                   |
| 1989 | Montreáli Jézus                                  | Jésus de Montréal                                | Denys Arcand                                     | CAN                                              |                   |
| 1990 | Mindenki jól van                                 | Stanno Tutti Bene                                | Giuseppe Tornatore                               | ITA                                              |                   |
| 1991 | Veronica kettős élete                            | La double Vie de Véronique                       | Krzysztof Kieślowski                             | POL                                              |                   |
| 1992 | A gyermekrabló                                   | Il ladro di bambini                              | Gianni Amelio                                    | ITA                                              |                   |
| 1993 | –––                                              | Libera Me                                        | Alain Cavalier                                   | FRA                                              |                   |
| 1994 | Élni                                             | Huozhe / 活着                                    | Csang Ji-mou                                     | CHI                                              | (megosztva)       |
| 1994 | Csalóka napfény                                  | Utomljonnie szolncem / Утомлённые солнцем        | Nyikita Mihalkov                                 | RUS                                              | (megosztva)       |
| 1995 | Föld és szabadság                                | Land and Freedom                                 | Ken Loach                                        | GBR                                              |                   |
| 1996 | Titkok és hazugságok                             | Secrets and Lies                                 | Mike Leigh                                       | GBR                                              |                   |
| 1997 | Eljövendő szép napok                             | The Sweet Hereafter                              | Atom Egoyan                                      | CAN                                              |                   |
| 1997 | Utazás a világ kezdetéhez                        | Viagem ao Principio de Mundo                     | Manoel de Oliveira                               | POR                                              | különdíj          |
| 1998 | Az örökkévalóság meg egy nap                     | Mia éoniotita kai mia méra                       | Theo Angelopoulos                                | GRC                                              |                   |
| 1998 | Dúl-fúl és elnémul                               | Larmar och gor sig till                          | Ingmar Bergman                                   | SWE                                              | különdíj          |
| 1999 | Mindent anyámról                                 | Todo sobre mi madre                              | Pedro Almodóvar                                  | ESP                                              | [ 4 ]             |
| 2000 | Eureka                                           | Jurīka / ユリイカ                                | Aojama Sindzsi                                   | JPN                                              | [ 5 ]             |
| 2000 | Gyorsbüfék, gyors nők                            | Fast Food, Fast Women                            | Amos Kollek                                      | FRA • ITA • USA                                  | különdíj          |
| 2000 | Ismeretlen kód                                   | Code inconnu: Récit incomplet de divers voyages  | Michael Haneke                                   | FRA • AUT • ROM                                  | különdíj          |
| 2001 | Kandahar                                         | Safar-e Qandahār / ﺳﻔﺮ قندهار                    | Mohsen Makhmalbaf                                | IRN                                              | [ 6 ]             |
| 2002 | A múlt nélküli ember                             | Mies vailla menneisyyttä                         | Aki Kaurismäki                                   | FIN                                              | [ 7 ]             |
| 2003 | Délután öt órakor                                | Panj-e asr / پنج عصر,                            | Samira Makhmalbaf                                | IRN                                              |                   |
| 2004 | Che Guevara: A motoros naplója                   | Diarios de motocicleta                           | Walter Salles                                    | ARG                                              |                   |
| 2004 | –––                                              | –––                                              | Ken Loach                                        | GBR                                              | 30. évf. különdíj |
| 2005 | Rejtély                                          | Caché                                            | Michael Haneke                                   | FRA                                              | [ 9 ]             |
| 2006 | Bábel                                            | Babel                                            | Alejandro González Iñárritu                      | USA                                              | [ 10 ]            |
| 2007 | A másik oldalon                                  | Auf der anderen Seite, Yaşamın Kıyısında         | Fatih Akın                                       | GER                                              | [ 11 ]            |
| 2008 | Imádat                                           | Adoration                                        | Atom Egoyan                                      | CAN                                              | [ 12 ]            |
| 2009 | Barátom, Eric                                    | Looking for Eric                                 | Ken Loach                                        | GBR                                              | [ 13 ]            |
| 2010 | Emberek és istenek                               | Des hommes et des dieux                          | Xavier Beauvois                                  | FRA                                              | [ 14 ]            |
| 2011 | Helyben vagyunk                                  | This Must Be the Place                           | Paolo Sorrentino                                 | ITA                                              | [ 15 ]            |
| 2012 | A vadászat                                       | Jagten                                           | Thomas Vinterberg                                | DNK                                              | [ 16 ]            |
| 2013 | A múlt                                           | Le passé / گذشته                                 | Aszhar Farhadi                                   | IRN                                              | [ 17 ]            |
| 2014 | Timbuktu                                         | Timbuktu                                         | Abderrahmane Sissako                             | MRT • FRA                                        | [ 18 ] [ 19 ]     |
| 2014 | Két nap, egy éjszaka                             | Deux jours, une nuit                             | Jean-Pierre és Luc Dardenne                      | BEL                                              | 40. évf. különdíj |
| 2015 | Anyám mozija                                     | Mia madre                                        | Nanni Moretti                                    | ITA                                              | [ 21 ] [ 22 ]     |
| 2016 | Ez csak a világ vége                             | Juste la fin du monde                            | Xavier Dolan                                     | CAN                                              | [ 23 ] [ 24 ]     |
| 2017 | A naplemente ragyogása                           | Hikari                                           | Kavasze Naomi                                    | JPN                                              | [ 25 ]            |
| 2018 | Kafarnaum – A remény útja                        | Cafarnaúm / كفرناحوم                             | Nadine Labaki                                    | LIB                                              | [ 26 ]            |
| 2019 | Egy rejtett élet                                 | A Hidden Life                                    | Terrence Malick                                  | USA • GER                                        | [ 27 ]            |
| 2020 | A Covid19-pandémia miatt nem osztottak ki díjat. | A Covid19-pandémia miatt nem osztottak ki díjat. | A Covid19-pandémia miatt nem osztottak ki díjat. | A Covid19-pandémia miatt nem osztottak ki díjat. |                   |
| 2021 | Vezess helyettem                                 | Doraibu mai kâ                                   | Hamagucsi Rjúszuke                               | JPN                                              | [ 28 ]            |
| 2022 | Broker                                           | (Bulokho (브로커, Beurokeo)                      | Koreeda Hirokazu                                 | KOR                                              | [ 29 ]            |
| 2023 | Tökéletes napok                                  | Perfect Days                                     | Wim Wenders                                      | JPN • GER                                        | [ 30 ]            |
| 2024 | –––                                              | The Seed of the Sacred Fig                       | Mohammad Rasoulof                                | IRN • FRA                                        | [ 31 ]            |

### Ökumenikus zsűri külön dicsérete
| Év   | Magyar cím                                       | Eredeti cím                                      | Rendező                                          | Ország                                           | Egyéb  |
| ---- | ------------------------------------------------ | ------------------------------------------------ | ------------------------------------------------ | ------------------------------------------------ | ------ |
| 1978 | Spirál                                           | Spirala                                          | Krzysztof Zanussi                                | POL                                              | [ 32 ] |
| 1979 | –––                                              | Arven                                            | Anja Breien                                      | NOR                                              | [ 32 ] |
| 1980 | Ezen a címen nem osztottak díjat.                | Ezen a címen nem osztottak díjat.                | Ezen a címen nem osztottak díjat.                | Ezen a címen nem osztottak díjat.                | [ 32 ] |
| 1981 | Tűzszekerek                                      | Chariots of Fire                                 | Hugh Hudson                                      | GBR                                              | [ 32 ] |
| 1981 | Tekintetek és mosolyok                           | Looks and Smiles                                 | Ken Loach                                        | GBR                                              | [ 32 ] |
| 1982 | Az út                                            | Yol                                              | Serif Gören, Yilmaz Güney                        | TUR                                              | [ 33 ] |
| 1982 | A Föld árnyéka                                   | Dhil al ardh / ظل الأرض                          | Taïeb Louhichi                                   | GBR                                              | [ 33 ] |
| 1983 | Ezen a címen nem osztottak díjat.                | Ezen a címen nem osztottak díjat.                | Ezen a címen nem osztottak díjat.                | Ezen a címen nem osztottak díjat.                |        |
| 1984 | Ártatlanok                                       | Los santos innocentes                            | Mario Camus                                      | ESP                                              | [ 33 ] |
| 1985 | –––                                              | Le temps d'un instant                            | Pierre Jallaud                                   | FRA                                              | [ 32 ] |
| 1986 | Thérese története                                | Thérèse                                          | Alain Cavalier                                   | FRA                                              | [ 32 ] |
| 1987 | Babette lakomája                                 | Babettes gæstebud                                | Gabriel Axel                                     | DEN • SWE • FRA • ITA                            | [ 32 ] |
| 1987 | Yeelen                                           | Yeelen                                           | Souleymane Cissé                                 | MLI • BFA • FRA • FRG                            | [ 32 ] |
| 1988 | Forgóajtók                                       | Les portes tournantes                            | Francis Mankiewicz                               | FRA • CAN                                        | [ 33 ] |
| 1989 | Fekete eső                                       | Kuroi Ame                                        | Imamura Sóhei                                    | JPN                                              | [ 33 ] |
| 1989 | Yaaba                                            | Yaaba                                            | Idrissa Ouedraogo                                | BFA • SUI • FRA • FRG                            | [ 33 ] |
| 1990 | Titkos hadsereg                                  | Hidden Agenda                                    | Ken Loach                                        | JPN                                              | [ 33 ] |
| 1990 | Taxi Blues                                       | Takszi bljuz / Такси-блюз                        | Pavel Lungin                                     | URS • FRA                                        | [ 33 ] |
| 1991 | A szép bajkeverő                                 | La Belle Noiseuse                                | Jacques Rivette                                  | FRA • SUI                                        | [ 32 ] |
| 1992 | Ezen a címen nem osztottak díjat.                | Ezen a címen nem osztottak díjat.                | Ezen a címen nem osztottak díjat.                | Ezen a címen nem osztottak díjat.                | [ 32 ] |
| 1993 | Ezen a címen nem osztottak díjat.                | Ezen a címen nem osztottak díjat.                | Ezen a címen nem osztottak díjat.                | Ezen a címen nem osztottak díjat.                | [ 32 ] |
| 1994 | Ezen a címen nem osztottak díjat.                | Ezen a címen nem osztottak díjat.                | Ezen a címen nem osztottak díjat.                | Ezen a címen nem osztottak díjat.                | [ 32 ] |
| 1995 | Ezen a címen nem osztottak díjat.                | Ezen a címen nem osztottak díjat.                | Ezen a címen nem osztottak díjat.                | Ezen a címen nem osztottak díjat.                | [ 32 ] |
| 1996 | Gomolygó felhők                                  | Kauas pilvet karkaavat                           | Aki Kaurismäki                                   | FIN • GER • FRA                                  | [ 32 ] |
| 1996 | –––                                              | Csun hua mend lu (Chun hua meng lu)              | Lin Cseng-seng (章子怡, Lin Cheng-sheng)         | URS • FRA                                        | [ 32 ] |
| 1997 | A szerencsecsillag                               | La buena estrella                                | Ricardo Franco                                   | ESP • ITA                                        | [ 32 ] |
| 1998 | Ezen a címen nem osztottak díjat.                | Ezen a címen nem osztottak díjat.                | Ezen a címen nem osztottak díjat.                | Ezen a címen nem osztottak díjat.                | [ 32 ] |
| 1999 | Rosetta                                          | Rosetta                                          | Jean-Pierre és Luc Dardenne                      | BEL • FRA                                        | [ 4 ]  |
| 2000 | Ezen a címen nem osztottak díjat.                | Ezen a címen nem osztottak díjat.                | Ezen a címen nem osztottak díjat.                | Ezen a címen nem osztottak díjat.                | [ 32 ] |
| 2001 | Pauline és Paulette                              | Pauline & Paulette                               | Lieven Debrauwer                                 | BEL                                              | [ 6 ]  |
| 2002 | A fiú                                            | L’enfant                                         | Jean-Pierre és Luc Dardenne                      | BEL                                              | [ 7 ]  |
| 2002 | Anyám mosolya                                    | L'ora di religione                               | Marco Bellocchio                                 | ITA                                              | [ 7 ]  |
| 2003 | Ezen a címen nem osztottak díjat.                | Ezen a címen nem osztottak díjat.                | Ezen a címen nem osztottak díjat.                | Ezen a címen nem osztottak díjat.                | [ 32 ] |
| 2004 | –––                                              | Moolaadé                                         | Ousmane Sembène                                  | SEN • BFA • MAR • FRA                            | [ 32 ] |
| 2005 | –––                                              | Delwende                                         | S. Pierre Yameogo                                | SUI • FRA • BFA                                  | [ 9 ]  |
| 2006 | Jóvátétel                                        | Z Odzysku                                        | Sławomir Fabicki                                 | POL                                              | [ 34 ] |
| 2007 | Ezen a címen nem osztottak díjat.                | Ezen a címen nem osztottak díjat.                | Ezen a címen nem osztottak díjat.                | Ezen a címen nem osztottak díjat.                | [ 11 ] |
| 2008 | Ezen a címen nem osztottak díjat.                | Ezen a címen nem osztottak díjat.                | Ezen a címen nem osztottak díjat.                | Ezen a címen nem osztottak díjat.                | [ 12 ] |
| 2009 | A fehér szalag                                   | Das Weisse Band                                  | Michael Haneke                                   | AUT                                              | [ 13 ] |
| 2010 | Még egy év                                       | Another Year                                     | Mike Leigh                                       | GBR                                              | [ 14 ] |
| 2010 | Poézis – Mégis szép az élet                      | Poetry                                           | I Cshangdong (이창동, Lee Chang-dong)            | KOR                                              | [ 14 ] |
| 2011 | És most merre?                                   | Et maintenant on va où ? / وهلّأ لوين؟            | Nadine Labaki                                    | LIB                                              | [ 15 ] |
| 2011 | Kikötői történet                                 | Le Havre                                         | Aki Kaurismäki                                   | FIN • FRA                                        | [ 15 ] |
| 2012 | A messzi dél vadjai                              | Beasts of the Southern Wild                      | Benh Zeitlin                                     | USA                                              | [ 16 ] |
| 2013 | A fiam családja                                  | Szosite csicsi ni naru / そして父になる          | Koreeda Hirokazu                                 | JPN                                              | [ 17 ] |
| 2013 | –––                                              | Miele                                            | Valeria Golino                                   | ITA • FRA                                        | [ 17 ] |
| 2014 | A Föld sója                                      | The Salt of the Earth                            | Wim Wenders és Juliano Ribeiro Salgado           | BRA                                              | [ 19 ] |
| 2014 | –––                                              | Hermosa juventud                                 | Jaime Rosales                                    | ESP                                              | [ 19 ] |
| 2015 | Mennyit ér egy ember?                            | La loi du marché                                 | Stéphane Brizé                                   | FRA                                              | [ 22 ] |
| 2015 | –––                                              | Taklub                                           | Brillante Mendoza                                | PHL                                              | [ 22 ] |
| 2016 | American Honey                                   | American Honey                                   | Andrea Arnold                                    | GBR                                              | [ 24 ] |
| 2016 | Én, Daniel Blake                                 | I, Daniel Blake                                  | Ken Loach                                        | GBR                                              | [ 24 ] |
| 2017 | Ezen a címen nem osztottak díjat.                | Ezen a címen nem osztottak díjat.                | Ezen a címen nem osztottak díjat.                | Ezen a címen nem osztottak díjat.                | [ 25 ] |
| 2018 | Csuklyások – BlacKkKlansman                      | BlacKkKlansman                                   | Spike Lee                                        | USA                                              | [ 26 ] |
| 2019 | Ezen a címen nem osztottak díjat.                | Ezen a címen nem osztottak díjat.                | Ezen a címen nem osztottak díjat.                | Ezen a címen nem osztottak díjat.                | [ 27 ] |
| 2020 | A Covid19-pandémia miatt nem osztottak ki díjat. | A Covid19-pandémia miatt nem osztottak ki díjat. | A Covid19-pandémia miatt nem osztottak ki díjat. | A Covid19-pandémia miatt nem osztottak ki díjat. |        |
| 2021 | Hatos fülke                                      | Hytti Nro 6                                      | Juho Kuosmanen                                   | FIN • RUS • EST • GER                            | [ 28 ] |
| 2022 | Ezen a címen nem osztottak díjat.                | Ezen a címen nem osztottak díjat.                | Ezen a címen nem osztottak díjat.                | Ezen a címen nem osztottak díjat.                | [ 29 ] |
| 2023 | The Old Oak – A mi kocsmánk                      | The Old Oak                                      | Ken Loach                                        | UK • FRA • BEL                                   | [ 30 ] |
| 2024 | Ezen a címen nem osztottak díjat.                | Ezen a címen nem osztottak díjat.                | Ezen a címen nem osztottak díjat.                | Ezen a címen nem osztottak díjat.                | [ 31 ] |

## Különleges díj
2009-ben az ökumenikus zsűri – ironikus felhanggal – ellendíjat, szó szerint: anti-díjat ítélt oda Lars von Trier „nőgyűlölőnek” tartott Antikrisztus című filmjének. A zsűri elnöke, a román Radu Mihaileanu filmrendező kihangsúlyozta, hogy ezt „az ökumenikus zsűri szigorú értelemben vett szerepén kívül” eső anti-díjat „a hat zsűritag egyénileg és teljes egyetértésben” ítélte oda.

## Külső hivatkozások
- A Cannes-i Fesztivál hivatalos honlapja (angolul), (franciául)
- A Cannes-i Fesztivál évente az Allociné adatbázisában (franciául)
- A Cannes-i Fesztivál évente az IMDb adatbázisában (angolul)
- SIGNIS (ex-OCIC) hivatalos honlapja (franciául)